# Merogoni
Merogoni (av grekiskans μέρος, meros, "del", "fragment", och γόνος, gonos, "fortplantning") är ett biologisk begrepp och avser utveckling av kärnlösa äggfragment efter en tidigare befruktning av en hanlig sädescell. Genom särskilda ingrepp kan man stycka sönder ägg av vissa lägre djur och havsalger i fragment, av vilka några då naturligtvis kommer att sakna cellkärna; dessa senare kan därefter befruktas av spermatozoer, som tränger in i äggfragmentets plasma, varefter detta börjar att utveckla sig till en ny individ; cellkärnan i den nya individens celler härstammar alltså från spermatozoen; Oscar och Richard Hertwig, Boveri och Delage har påvisat detta hos sjöborrägg och Winkler hos havsalgen Cystosira.